# Dos de mayo
Pour l’événement, voir Soulèvement du Dos de Mayo
Dos de mayo (nom complet : El dos de mayo de 1808 en Madrid, soit en français « Le deux mai 1808 à Madrid ») ou La Charge des mamelouks est un célèbre tableau du peintre espagnol Francisco de Goya. Il forme un diptyque avec le tableau Tres de mayo qui représente les exécutions des insurgés par les soldats de l'Empire napoléonien. 
Ce tableau peint en 1814 représente une scène ayant eu lieu le 2 mai 1808 à Madrid, lors du soulèvement du Dos de Mayo, une révolte contre Joseph Bonaparte, frère de Napoléon Bonaparte. Celui-ci, pour envahir le Portugal, avait occupé l'Espagne en 1808, contraint le roi d'Espagne à abdiquer, puis donné son trône à son frère Joseph qui devint par la suite roi d'Espagne sous le nom de Joseph Ier.
Sur ce tableau, les patriotes espagnols s'attaquent aux mamelouks de la Garde impériale, des mercenaires égyptiens combattant aux côtés de l'armée française. Les Espagnols sont à terre alors que l'armée française est sur de grands chevaux, ce qui montre encore l'inégalité. Cette révolte est écrasée dans le sang par l'armée d'occupation.
Goya n'a pas assisté à la scène : il l'a peinte d'après des témoignages qu'il a entendus à ce sujet.

## Postérité
En 1992, dans la partie supérieure du panneau central de son triptyque La familia informal qui fait aujourd'hui partie de la collection permanente du musée Ralli Marbella, le peintre péruvien Herman Braun-Vega, reproduit comme un tableau dans le tableau, une version du Dos de mayo 1808 mêlée d'éléments picturaux extraits du Guernica  de Picasso, dans une composition structurée à la manière des Ménines de Vélasquez, faisant ainsi apparaître les œuvres qui ont inspiré sa réflexion picturale.